# Dainius Adomaitis
Dainius Adomaitis (ur. 19 stycznia 1974 w Szakach) – litewski koszykarz grający na pozycji rzucającego obrońcy lub niskiego skrzydłowego, olimpijczyk,   od zakończenia kariery zawodniczej trener koszykarski.
W latach 2007–2009 był zawodnikiem łotewskiego Barons Ryga. 
W 2009 Adomaitis rozpoczął karierę trenerską. Pierwsze stanowisko szkoleniowe objął w Enerdze Czarnych Słupsk, gdzie został asystentem pierwszego trenera Igorsa Miglinieksa. 22 marca 2010 po zdymisjonowaniu Łotysza, Adomaitis został pierwszym szkoleniowcem drużyny Czarnych. Po zakończeniu sezonu, kontrakt przedłużono na następne 2 lata. W sezonie 2010/11 zdobył z drużyną Energi Czarnych Słupsk brązowy medal mistrzostw Polski. 19 czerwca 2012 podpisał kontrakt z Anwilem Włocławek na sezon 2012/2013 z opcją przedłużenia go na kolejny. Zwolniony kilka miesięcy później, 30 października tego samego roku
Po zakończeniu współpracy z Anwilem został asystentem trenera Dariusa Maskoliunasa w klubie Lietuvos Rytas Wilno.
Po sezonie 2008/2009 zakończył karierę zawodnika.

## Osiągnięcia
Na podstawie, o ile nie zaznaczono inaczej.
Klubowe
- Mistrz:
  - Euroligi (1999)
  - Euro Pucharu (1998)
  - FIBA EuroCup (2008)
  - Ligi Północnoeuropejskiej (1999)
  - Litwy (1997–1999)
  - Polski (2001, 2002)
  - Łotwy (2008)
- Wicemistrz:
  - Polski (2000)
  - Łotwy (2009)
- Brązowy medalista mistrzostw:
  - Polski (2003)
  - Litwy (1994)
- Zdobywca:
  - pucharu Francji (2005)
  - superpucharu Francji (2005 – Match des Champions)

Indywidualne
- Najlepszy w obronie PLK (2001 według Gazety)[10]
- Uczestnik meczu gwiazd:
  - litewskiej ligi koszykówki (1996)
  - PLK (2003)
- Zaliczony do I składu obcokrajowców PLK (2000, 2002)
- Lider PLK w skuteczności rzutów za 3 punkty (2000)

Reprezentacja
- Mistrz Europy U–22 (1996)
- Brązowy medalista:
  - olimpijski (2000)
  - Igrzysk Dobrej Woli (1998)
- Uczestnik mistrzostw:
  - świata (1998 – 7. miejsce)
  - Europy (1997 – 6. miejsce, 1999 – 5. miejsce)

Trenerskie
- Wicemistrzostwo Litwy (2013 jako asystent, 2016)
- Brąz:
  - mistrzostw:
    - Polski z drużyną Energi Czarni Słupsk (2011)
    - Litwy (2014)

  - Ligi Bałtyckiej (2015)
  - pucharu Litwy (2016)
- Finalista pucharu Litwy (2014, 2015)
- 4. miejsce:
  - podczas mistrzostw Litwy (2017)
  - w pucharze Litwy (2015)
- Trener:
  - roku ligi litewskiej LKL (2015, 2016)
  - drużyny Północy podczas meczu gwiazd PLK (2011)

## Odznaczenia
- Order Wielkiego Księcia Giedymina[11]:
  - Krzyż Komandorski – 2001
  - Krzyż Oficerski – 1999